# Бабушка Дина
«Бабушка Дина» — рассказ Николая Николаевича Носова, изданный в 1967 году в серии «Мои первые книжки» для детей дошкольного возраста  и иллюстрированный художником Германом Алексеевичем Мазуриным.
Перед международным женским днём 8 марта в детском саду дети приносят фотокарточки своих мам для выставки. Славик Смирнов принёс фотографию своей бабушки Дины («Бабушка Динь»), поскольку «мама и папа уехали на два года работать на Север, а я живу с бабушкой Динь». Бабушка, по словам внука, добрая и всегда играет с ним, дарит игрушки. Она работала на заводе, потом сидела с маленьким внуком Славиком, затем, когда он подрос и пошёл в детский сад, вернулась на завод. Судя по словам Славика, это произошло достаточно давно — бабушка вернувшись на завод и с получки покупает подарочек; у него много накопилось игрушек, поскольку их он бережет.
Воспитательница Нина Ивановна предложила подарить букет бабушке «за то, что она самая старшая среди мам». По описанию автора, у бабушки Динь волосы совсем белые, на лице много морщин, глаза добрые, ласковые, рука мягкая, ласковая. На празднике бабушка Динь была одета в красивое праздничное платье, тогда как на заводском фото от дяди Василия «в некрасивой одежде снята», в спецодежде — в старой стеганой ватной куртке и в чёрном некрасивым платке на голове.

## Исследования
В. В. Бардакова, проводя анализ детской литературы, в том числе рассказа «Бабушка Дина» показывает, что названия праздников актуализируют хронологические рамки; хронологическая соотнесённость названий праздников приводит к их восприятию как своеобразных знаков времени, и приводит пример из произведения Н. Н. Носова: «Света наизусть знала все праздники в году, потому что на каждый праздник ей дарили какой-нибудь хороший подарок. Поэтому она даже могла перечислить по пальцам: „Новый
год“, „Восьмое марта“, „Первое мая“, „День рождения“ и так дальше, пока не дойдёт до нового Нового года…».